# Захарівка (Вишгородський район)
Заха́рівка — село в Україні, у Іванківській селищній громаді Вишгородського району Київської області. Населення становить 23 осіб.

## Історія
7 (20) листопада 1917 року, відповідно до Третього Універсалу Української Центральної Ради, увійшло до складу Української Народної Республіки.
У 1926 році село Захарівка відносилось до Розважівського району. На той час за архівними даними в селі нараховувалось 60 дворів, у яких проживало 403 душі.
1929 року було утворено колгосп ім. РПК (районний партійний комітет).

### Голодомор 1932-1933
Голод 1932—1933 років був і в Захарівці. За свідченнями очевидців Голодомору встановлено поіменно 7 жертв.
На даний час в селі нараховується 11 дворів, у яких проживає 9 чоловік, 3 з яких – постраждалі від Голодомору.
Мартиролог жителів с. Захарівка – жертв Голодомору 1932—1933 років укладений за свідченнями очевидця Фещенка Я. Ф., 1914 р.н., записаними у 2008 році Ільницькою В. І., бібліотекарем.
1. Гарбарчук Мирон
2. Гурська Ольга
3. Кравчук Іван, 21 рік
4. Кравчук Федір
5. Леваченко Якуб
6. Павленко Григорій, 21 рік
7. Старовойтенко Степан, 60 р.

12 червня 2020 року, відповідно до розпорядження Кабінету Міністрів України № 715-р «Про визначення адміністративних центрів та затвердження територій територіальних громад Київської області», увійшло до складу Іванківської селищної територіальної громади.
19 липня 2020 року, в результаті адміністративно-територіальної реформи та ліквідації Іванківського району, село увійшло до складу новоутвореного Вишгородського району.

### Російське вторгнення в Україну (2022)
З кінця лютого до 1 квітня 2022 року село було окуповане російськими військами. Село зазнало значних руйнувань.